# DU145細胞

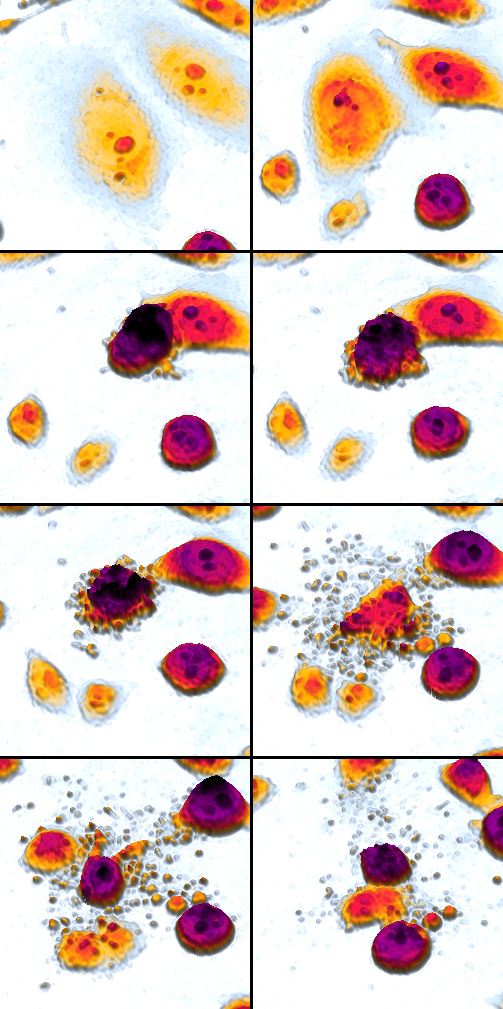
依託泊苷誘導的DU145細胞凋亡。

DU145（DU-145）是人類前列腺癌細胞系。DU145、PC3和LNCaP被認為是用於治療研究的標準前列腺癌細胞系。DU145細胞系源自原發性前列腺腺癌的中樞神經系統遠端轉移，在頂枕開顱手術 (parietooccipital craniotomy) 中被切除。 雄激素受體陽性的DU145對激素不敏感，並且不表達前列腺特異抗原。 DU145細胞與具有高轉移潛力的PC3細胞相比，具有中等的轉移潛力。

## 外部連結
- Cellosaurus entry for DU145（页面存档备份，存于）